# 운산군
운산군(雲山郡)은 조선민주주의인민공화국 평안북도 동부에 있는 군이다.

## 지리
동쪽으로 자강도 향산군, 남쪽으로 구장군·녕변군·태천군, 서쪽으로 동창군, 북쪽으로 자강도 송원군과 경계를 접한다.
지형은 분지 형태이다. 서남쪽에 백벽산이 있고, 고려 공민왕 때는 이 곳을 군사 요충지로 삼아 일명 백벽산성으로도 불리는 구산성을 쌓았다. 임진왜란 때 산성 안의 견성암이라는 암자에 서산대사가 잠시 거처했다.
현재의 운산읍으로 부르는 군청 소재지는 일찍이 운정리로 불리고 있었다. 원래의 중심부는 현운산읍으로부터 남쪽으로 약 30km 떨어진 장소에 있어 '구읍리'로 불리고 있다. 금광산이 있는 북진로동자구는 운산읍으로부터 북서쪽으로 약 20km 떨어진 구룡강 상류 연안에 있다.
연평균 기온은 8.2°C이고 1월 평균기온은 -10.2°C, 8월 평균기온은 23.8°C이다. 기후는 상당히 습하고 연평균 강수량은 1400mm이다. 현의 73%가 산림이고 15.5%만이 경작지이다.

## 역사
| Daedongyeojido (Gyujanggak) 06-07.jpg | Daedongyeojido (Gyujanggak) 06-06.jpg |
| Daedongyeojido (Gyujanggak) 07-05.jpg | Daedongyeojido (Gyujanggak) 07-04.jpg |

고려 때 운중(雲中), 운주(雲州)로 불리다가 조선 태종 때인 1413년에 운산군으로 고쳤다. 오래전부터 금 산지로 알려진 곳이다.
- 1939년 10월 1일 북진면을 북진읍으로 승격하였다.[2]
- 1952년에 일부가 북진군으로 분리되었으나 1954년에 다시 북진군과 합쳐졌다. 북진읍은 북진리로 바뀌고 교리가 금산로동자구로 바뀌었다.[3]
- 1956년에 북진리가 없어지면서 금산로동자구와 합쳐져 북진로동자구로 이름을 바꿨다.[3]

## 산업
운산의 경작지의 70%가 밭이고 많은 목장이 있다. 지역의 농작물로는 쌀, 옥수수, 콩, 고구마, 야채가 있다. 운산은 평안북도의 고구마 생산의 선도적인 위치에 있다. 과일 또한 생산된다. 금과 은이 채굴되고, 섬유와 철기를 생산하는 공장이 있다.

## 행정 구역
운산군에는 1읍(운산읍(雲山邑)), 1구(북진로동자구(北鎭勞動者區)), 27리(고성리(古城里), 구읍리(舊邑里), 남산리(南山里), 니탑리, 당상리, 도청리(道靑里), 룡호리(龍湖里), 룡흥리(龍興里), 마상리(馬尙里), 마장리(馬場里), 방어리(防禦里), 봉지리(鳳至里), 부흥리(富興里), 삼산리(三山里), 상원리(上院里), 성봉리(城峯里), 전승리(戰勝里), 조양리(朝陽里), 제인리(諸仁里), 좌리(左里), 평화리(平和里), 풍양리(豊陽里), 화응리, 연하리(延下里), 영웅리(英雄里), 응봉리(鷹峯里), 월양리(月陽里))가 있다.

## 같이 보기
- 운산 전투
- 조선민주주의인민공화국의 지리
- 조선민주주의인민공화국의 행정 구역

## 참고 자료
- “운산군”. 국가지식포털. 2008년 4월 22일에 확인함.[깨진 링크(과거 내용 찾기)]